# 劇場版 HUNTER×HUNTER 緋色の幻影
『劇場版 HUNTER×HUNTER 緋色の幻影』（げきじょうばん ハンターハンター ファントム・ルージュ）は、2013年1月12日に全国東宝系にて公開された日本のアニメーション映画。漫画『HUNTER×HUNTER』初の劇場作品。日本テレビ放送網開局60周年記念作品。佐藤雄三の劇場アニメ初監督作品。
キャッチコピーは、「Vengeance is mine.〈復讐は 我が手で。〉」「復讐×裏切りのバトルロイヤル」「この復讐こそが、宿命。」。

## 概要
2012年3月14日、劇場版アニメの制作が発表された。発表時が2012年であったことから14年ぶりと報じられた。この当時、ストーリーは完全オリジナルとなる予定とされたが、後に原作者の約10年前の未公開ネームを元にした話になることが発表された。公開後は連載15周年記念と報じられた。
2012年7月18日、正式タイトルを「劇場版 HUNTER×HUNTER 緋色の幻影」とすることが決定した。また、公開3日前の2012年7月15日、TVアニメ第39話「ネガイ×ト×チカイ」から幻影旅団が登場することにちなみ、劇場版でも同じく幻影旅団が参加することも報じられた。
2012年7月23日、クラピカの目が緋色に光り、その右目に数字の「4」の字が浮かんだイメージイラストが公開された。このイメージイラストは後に、小説版の表紙、チラシ、パンフレット、前売券購入者先着50,000名限定のクリアファイル、公式アプリ背景画像、予告映像のタイトルコール直前などに使われた。
2012年11月1日、主題歌をゆず、パイロ役を川島海荷が担当することが発表された。また、主題歌の作成方法も組曲形式での作成となることも発表された。
2012年11月18日、オモカゲ役を藤木直人が担当することが発表された。藤木は役の決定は演技力と落ち着いた声とプロデューサーから評価されてのオファーであったと述べている。
2012年12月21日、トイズファクトリー運営の「Toy's Hop」から「REASON」完全生産限定版のジャケットイラストがプリントされたTシャツが発売された。
2012年12月23日、「ジャンプフェスタ2013」のジャンプスーパーステージ会場でゴン役の潘めぐみ、キルア役の伊瀬茉莉也、クラピカ役の沢城みゆき、レオリオ役の藤原啓治が登場。ゲストとしてパイロ役の川島海荷も参加。本作の内容をネタバレギリギリまで語った。また小説版が2013年1月15日に発売されることも告知された。レツ役として出演した平野綾も、会場で出番待ちの間、会場を探索し読者に状況を解説、潘めぐみ、伊瀬茉莉也と合流したことをブログで述べている。
2013年1月6日、特別番組「劇場版ハンター×ハンター公開記念！知っておきたいハンターの謎SP」が放映。この公開前のスペシャル番組は日本テレビ運営の動画配信サイト「日テレオンデマンド」でも配信された。ナレーターは上田まりえ。ニコニコ生放送にてゴン＝フリークス役の潘めぐみ、キルア＝ゾルディック役の伊瀬茉莉也、レオリオ役の藤原啓治による映画に関連した公開座談会、テレビアニメ版第47話「セイヤク×ト×セイヤク」の上映が行われた。
2013年1月8日、東京のニッショーホールにて試写会が行われ、700人が集まった。会場にはゴン、キルアの着ぐるみ、パイロ役の川島海荷、オモカゲ役の藤木直人、ゆずが登場。藤木直人は緋色のネクタイ、川島海荷は緋色のドレスと作品趣旨に沿った衣装で登場した。登場した3人は鈴木崇司を司会者として原作への思い、制作への思いを語った。 藤木直人は好きな登場人物に「覚悟があるから」という理由でクラピカを挙げた。北川悠仁は「仕事場で漫画を読めた」「楽屋で週刊少年ジャンプの編集長と会って感激だった」と挨拶した。「REASON」の原曲が絆を扱う曲だったのを『HUNTER×HUNTER』でも沿うものがあるかもしれないとの「REASON」制作エピソードも明かされた。終盤には客席へのプレゼントとして主題歌「REASON」の生演奏が行われた。この生演奏企画は次作『HUNTER×HUNTER -The LAST MISSION-』のイベントでも開催され、居合わせたゴン役の潘めぐみが感極まり号泣した。
2013年1月12日、東京のバルト9でパイロ役の川島海荷、オモカゲ役の藤木直人が登場、舞台挨拶が行われると共に毛筆書きで今年なりたい「ハンター」を示しあった。また作品のエンドロール後にネテロの姿が映し出され、HUNTER×HUNTER第2弾の劇場版を製作予定であることが発表された。舞台挨拶で「ハンター」を示し合うイベントは、次作『劇場版 HUNTER×HUNTER -The LAST MISSION-』の試写会舞台挨拶でも行われた。狩った（ハントした）ものが、2013年度の自分へのクリスマスプレゼントとなる企画であった。
2013年6月22日、2013年度サンフランシスコ国際映画祭アニメーション部門6作品の1つとして上映されることが発表された。他の5作品は『おおかみこどもの雨と雪』『ヱヴァンゲリヲン新劇場版:Q』『ベルセルク 黄金時代篇 II ドルドレイ攻略』『劇場版 NARUTO -ナルト- 疾風伝 ザ・ロストタワー』『劇場版 TIGER & BUNNY -The Beginning-』である。
2013年7月24日にDVD・Blu-rayが発売された。オリコン最高位第15位（DVD）。2013年度TSUTAYA DVD/Blu-ray レンタルランキング アニメ部門 第17位。
2013年12月27日深夜、地上波で初放送された。以降、『劇場版 HUNTER×HUNTER -The LAST MISSION-』と共に製作元の一つでもある日本テレビ系列の放送局より地上波ならびに衛星通信で配信されている。

## 製作経緯
監督の佐藤雄三はTVアニメ版に『逆境無頼カイジ 破戒録篇』の作業中から参加。原作『HUNTER×HUNTER』全巻は参加後に読んだという。絵コンテは4人で作成したが、佐藤が一本化した事で実質絵コンテは佐藤のみであったという。通常ならば1,300 - 1,400カットのところを1,600カットにして凝縮し、長時間の視聴に考慮して色彩を抑える等の工夫をしたとコメントしている。クラピカを中心として大々的な宣伝がなされたが、描写に関してはゴンの真っ直ぐさとキルアの弱さに重点を置いた旨を述べている。
総作画監督の田崎聡はテレビコードの比較的緩い映画という媒体を活かし、テレビでは表現できなかったシーンの実現にチャレンジしたという。キャラクターデザインは冨樫義博の未公開ネームとラフから後ろ姿を作り、大人めにしたとの事。特にイルミは意図的に印象を変えた事を語っている。描写に苦労したキャラとしてオモカゲとレツ(線が多く、ゴンとの釣り合いを合わせるのに苦労)、キルア(髪の毛を描くのに苦労した)を挙げている。

## 解説
冒頭にはテレビアニメ第2作版でも行われたハンサイクロペディアにより登場人物のあらましが紹介され、カウントダウンを経て本編が開始する。
小説版ではレツと仲良くしているゴンへのキルアの怒りの動機が、アニメーションと比べて明確に示されている。キルア役の伊瀬茉莉也は「キルアにとって「友達」は特別な存在なので、ゴンが簡単にレツを「友達」と紹介したことに戸惑った」と述べている。天野ひろゆきは、ゴンとレツに対するキルアの描写を「女の子のキュンポイント」「三角関係」と評している。
監督の佐藤雄三は、原作初期のバトル感を再現したアクションシーンにしたと述べている。ウボォーギンの技が放出系と誤解させるような演出になった事を反省点として挙げ、ノブナガの「円」は居合をベースにしたエフェクトとした事を語っている。
劇場パンフレットでは、主要スタッフのインタビュー、「念」の説明、ストーリー等が紹介された。裏表紙見開きには原作者の冨樫義博が手掛けたオモカゲの描き下ろしイラストが掲載されている。
パイロ役を演じた川島海荷は、弟が読んでいたのをきっかけに原作を全部読んだ事などをテレビドガッチのインタビューで述べている。

## 興行成績
全国257スクリーンで公開され、2013年1月12、13日の初日2日間で興収4億5,677万9,000円、動員35万7,976人になり、映画観客動員ランキング（興行通信社調べ）で2012年12月15日公開開始から4週連続1位を維持していた『ONE PIECE FILM Z』を追い抜き初登場第1位となった。初日の来場者内訳も公開され、男女比42:58、10代 - 20代が70%以上とされた。初日時の状況についてゴン役の潘めぐみは親友の話としてレイトショーの枠が一つ増えたと述べている。
2013年1月19日、公開1週間で動員55万人を記録した。初日2日間とあわせたこの数字にメディアと配給元は興収20億を見込めると報道した。2013年8月12日、興行収入は12億1,000万円であることが最終興行収入値として報道された。
座席シェア率では、公開初日2日間は18％で、2013年1月12・13日付の座席シェア率ランキングでは1位だったが、1週間後の1月19・20日付の座席シェア率では9.8%だった。これは同日公開された座席シェア率ベスト10の中で最も下落率が高い値となった。
他の『劇場版 HUNTER×HUNTER』比較として、次作『劇場版 HUNTER×HUNTER -The LAST MISSION-』とは、『劇場版 HUNTER×HUNTER -The LAST MISSION-』側が初日ランキング第3位、動員13万993人、興収1億5,803万1,050円、最終興収8億5,000万円と次作を上回り、『劇場版 HUNTER×HUNTER』2作中、唯一の1位ランキング作品、初日の動員・興収・最終興収で1位作品となっている。

## 登場人物

### 主要人物
ゴン＝フリークス
声 - 潘めぐみ
キルア＝ゾルディック
声 - 伊瀬茉莉也
レオリオ＝パラディナイト
声 - 藤原啓治
クラピカ
声 - 沢城みゆき
ヒソカ＝モロウ
声 - 浪川大輔

### 幻影旅団
冒頭の「ゴンとキルアのハンサイクロペディア」でコルトピとボノレノフも幻影旅団メンバーとして紹介されるが本編では未登場。
クロロ＝ルシルフル
声 - 宮野真守
ノブナガ＝ハザマ
声 - 内田直哉
ウボォーギン
声 - 大塚明夫
オモカゲが作り出した人形として登場。
フェイタン
声 - 山口勝平
シャルナーク
声 - 日髙のり子
フランクリン
声 - 木内秀信
パクノダ
声 - 朴璐美
オモカゲが念で作った“人形”として登場。陰獣たちと共にマチの念糸に動きを封じられノブナガに倒される。
フィンクス
声 - KENN
シズク
声 - 荒川美穂
マチ
声 - 前田玲奈

### ゾルディック家
イルミ＝ゾルディック
声 - 松風雅也

### 陰獣
蚯蚓（みみず）
声 - 大西健晴
病犬（やまいぬ）
声 - 元村哲也
豪猪（やまあらし）
声 - 坂熊孝彦
蛭（ひる）
声 - 木内秀信
全員オモカゲが念で作った“人形”として登場。パクノダと共にマチの念糸に動きを封じられノブナガに倒される。

### その他の人物
オモカゲ
声 - 藤木直人（特別出演）
元幻影旅団No.4で、過去にクルタ族虐殺事件を起こしたメンバーの一人。ヒソカに倒され、彼と入れ替わる形で脱退したとされていたが、実際にヒソカが倒したのは、オモカゲ自身が影武者として念で作った“人形”であり、本人はその後も生存していた。自らを「神の人形師」と呼ぶ特質系の念能力で、人間の眼球を使ってその者を念による“人形”として蘇生させ（対象が生存していたとしても、眼球と対象に関する情報さえ揃っていれば同様に創造が可能）、同時に操ることができる。その人形はオモカゲ自身の命令に絶対服従となる他、操られながらも生前の記憶を失ってはいないという特性を持つため、時には自らの意に沿わない命令にさえ従わなければならない制約を負う（「オモカゲにとってはその悲劇がたまらないらしい」ともヒソカが語っている）。また、「ドールキャッチャー」という念能力によって“人形”を自身に取り込むことにより、“人形”と化した死者が生前使用していた念能力をオモカゲ自身が使用することもできる。本編では幻影旅団に殺されたパイロを蘇生させ、彼にクラピカの目を奪わせる。同様にイルミの“人形”にゴンの目を奪わせ自らの「コレクション」にしようと目論むが、元々の行動動機は“人形”として甦らせた自身の妹・レツに相応しい目を探し求めるためであった。後にアジトである古城でゴン、キルア、クラピカ、レオリオ4人と激戦の末にクラピカの鎖により念を封じられ、敗北。最期はレツが背後から突き立てた短剣に刺されて死亡。直後に「死後強まる念」が発動し、生み出された幻影旅団の人形がゴン達を襲撃しようとするが、その場に現れた本物の幻影旅団によって人形は全滅。失敗に終わった。その後、遺体は炎に包まれる城と共に焼失する。
パイロ
声 - 川島海荷（特別出演）
クルタ族の一人で、クラピカの親友。外伝漫画『クラピカ追憶編』にも登場。短い茶色の髪に茶色の瞳を持ち、劇場版ではクラピカよりも小柄だが、漫画版ではほぼ同じ背丈である。
過去に崖から落ちそうになったクラピカを助け、その後遺症で目と足が不自由。特に目は日に日に悪化しており、目薬が手放せない状態にあるが、当人は自身の不調の原因を覚えていない。無鉄砲な面のあるクラピカとは対照的に基本的に大人しい性格で、さりげなく大人を出し抜く強かさもある。幻影旅団によるクルタ族虐殺事件によって死亡したが、後にオモカゲによって念による“人形”として蘇生されて操られていた。クラピカと同じ二刀での剣術を心得ており、レオリオを一撃で吹き飛ばすなど実力も高い。最終的にはクラピカとの一騎討ちに敗れたものの、生前答えを聞けなかった問いを改めてクラピカに求め、それに対する返答に満足した様子で昇天した。冨樫による原作『HUNTER×HUNTER』本編にもNo.344「著者」でクラピカのモノローグ内人物として登場した。
レツ
声 - 平野綾
ゴンとキルアが町中で出会った人形師。
言葉遣いは少年のそれに近いものを用いるが、本来は少女であるうえ、オモカゲの妹・レツを元に創られた念による“人形”であった。ただし「“人形”は生前の記憶を失わない」という特徴上人格そのものはレツ本人でもある。元となった妹はかつてオモカゲの実験に巻き込まれ、目を失って死亡している。ゴンとはすぐに交友関係になったが、キルアには警戒されていた。当初は女の子であることを隠すために長い金髪を帽子の中に押し込み、少年のような格好をしていた。中盤で服を無くし、ドレスに着替えたことで正体が明らかとなる。物語の終盤でオモカゲの元に戻り、戸惑いながらも一度は彼の狂行を止めようとしたが聞き入れられなかった。オモカゲが敗北した後、止めを刺そうとしていたクラピカに代わってオモカゲを刺殺。最期はゴン達に感謝し、炎に包まれながら崩落する城に残り、オモカゲの遺体と共に焼失した。
長老
声 - 二又一成
クルタ族の長老で、外伝漫画『クラピカ追憶編』にも登場する。
同胞が外の世界へ行くことを快く思っておらず、根負けしてクラピカに外に出る試験を受けさせるも、不合格になるような細工を事前にいくつも施していた。しかしクラピカが（パイロの機転もあって）合格すると、パイロの病状を詳しく示し、「思う存分探してこい」と告げる。その後、幻影旅団による虐殺で死亡する。
クラピカの両親
外伝漫画『クラピカ追憶編』にも登場した好奇心旺盛で活発な母親と、温厚だが少々心配性な父親。外見・性格共にクラピカは母親似である。
母親はクラピカが外の世界へ行くことを望んでいたが、父親は「外の連中は信じられない」と複雑な思いを抱えていた。その後、クラピカが旅立った後に幻影旅団の虐殺によって死亡した。
シーラ
クラピカとパイロがクルタ族が暮らしていた森の一角で助けた女性。ハンターの仕事をするきっかけになり表紙に『DINO HUNTER』の冒険活劇が書かれた本を譲り受ける。

## スタッフ
- 原作 - POT (冨樫義博)「HUNTER×HUNTER」（集英社「ジャンプコミックスシリーズ」刊）
- 監督 - 佐藤雄三[注 10]
- 脚本 - 米村正二[注 10]
- 絵コンテ - 佐藤雄三、兼森義則、田中洋之、migmi[注 10]
- 演出 - 田中洋之、migmi、伊藤尚往、波多正美
- メインキャラクターデザイン - 吉松孝博[注 10]
- キャラクターデザイン - 吉松孝博、田崎聡[注 10]、高田晴仁
- 原画 - 兼森義則、小林明美、佐藤利幸、とみながまり、わしお[注 10]　他
- 原画協力 - 阿部純子、高橋美香[注 10]
- 第2原画 - たかはしゆう[注 10]、水谷正之、亜比留隆彦[注 10]、ビートフロッグ、スタジオライブ[注 10]、スタジオ・ウォンバット[注 10]、Triple A[注 10]、京江ANIMA、スタジオあなろぐ、GoHands、寿門堂、じんぶん、AI、神龍、サンライズ、CLコーポレーション　他
- 動画 - マッドハウス[注 11]、DR MOVIE[注 10]、BUSAN DR[注 10]、スタジオたくらんけ、Proiduction I.G.　他
- 背景 - スタジオワイエス[注 10]、田村せいき、インスパイアード　他
- 総作画監督 - 田崎聡、梅原隆弘[注 10]、高田晴仁
- 作画監督 - 垪和等[99]、菅野利之[注 10]、Jang Kil-young[注 10]、Kwon Yun-Hi
- 美術監督 - 橋本和幸
- 色指定 - 大野春恵[注 12]、堀川佳典[注 12][注 10]、佐藤祐子、鎌田千賀子、中嶋音夢、忽那亜美
- 撮影監督 - 浅川茂輝
- 音響監督 - 山田知明[注 10]
- 録音 - はたしょう二[注 10]
- 音楽 - 平野義久[注 10]
- 製作総指揮 - 城朋子
- 製作 - 藤本鈴子[注 10]、茨木政彦[注 10]、伊藤和明、市川南、岡田浩行[注 10]、藤門浩之、髙橋誠
- エグゼクティブプロデューサー - 奥田誠治[注 10]
- プロデュース - 中谷敏夫[注 10]
- プロデューサー - 北島直明[注 10]
- クリエイティブプロデューサー - 丸山正雄[注 10]
- アニメーション制作 - マッドハウス
- アニメーションプロデューサー - 服部優太
- 製作 - ハンター協会 2013（日本テレビ放送網[注 10]、集英社[注 10]、バップ[注 10]、東宝、マッドハウス[注 10]、KDDI、日本テレビ系全国28社）
- 製作幹事 - 日本テレビ放送網
- 企画協力 - 齊藤優[注 13]、「週刊少年ジャンプ」編集部
- 配給 - 東宝

## 主題歌
「REASON」
作詞・作曲：北川悠仁・岩沢厚治・前山田健一、編曲：前山田健一、歌 - ゆず、レーベル - セーニャ・アンド・カンパニー
2013年9月24日、同曲を手掛けたゆず/前山田コンビは次作『劇場版 HUNTER×HUNTER -The LAST MISSION-』の主題歌「表裏一体」も手掛けた
。
2013年10月8日深夜、フルサイズ版、『劇場版 HUNTER×HUNTER -The LAST MISSION-』劇場本編での使用に先立ってTVサイズ版が日本テレビ製作のTVアニメ『HUNTER×HUNTER』放送の第99話「コンビネーション×ト×エボリューション」からの新エンディングテーマ曲、iTunesでは2013年10月9日付で先行公開された。

## 来場者特典

### 0巻（No.0）
『HUNTER×HUNTER No.0』は劇場入場者100万名限定配布の限定コミックス。2013年12月3日、来場者へプレゼントされることが明かされた。原作者が約10年前の未公開ネームから構成された、劇場版に連なる外伝漫画『クラピカ追憶編』（63ページ）を収録。また追憶編は前後編として『週刊少年ジャンプ』2013年1号・2号（2012年12月3日、12月10日発売）にも掲載。ジャンプ・コミックスを表す「Jc」のロゴタイプの記載はあるが、ISBN、バーコードの記載はない。劇場公開当時、在庫管理についてプロデューサーKは、各劇場が管理しているため劇場毎としては把握していない、各劇場に問い合わせて欲しいと述べている。動員55万人を突破した際には「後45万冊しかない」との表現で宣伝がされた。
他の収録内容として原作者冨樫義博への一問一答があり、直筆で返している。またこの中に原作『HUNTER×HUNTER』での幻影旅団、クラピカの今後について述べた内容がある。この質問項目は、既にできあがっていた0巻を手にしたゴン＝フリークス役の潘めぐみとキルア＝ゾルディック役の伊瀬茉莉也が、本書0巻の収録内容としてニコニコ生放送で放映された『劇場版「HUNTER×HUNTER」公開記念座談会＆ＴＶ版「#47」無料放送』で、その全員死亡の衝撃的な内容に声を上げて紹介した。
冨樫は他にも2012年12月28日に発売された『HUNTER×HUNTER』の第32巻にて登場人物のゴン、キルア、クラピカが、それぞれ本作『劇場版「HUNTER×HUNTER 緋色の幻影」』を宣伝する3コマ漫画「劇場版 HUNTER×HUNTER 緋色の幻影 公開記念 描き下ろし3コマ」を描き下ろしている。1人が3コマ内で1人ずつ宣伝していき、ゴン、キルア、クラピカと順に続いていく。ゴンとキルアだけは「ハンターハンター出演中の」という前フリをおいて紹介されている。また劇場公開当時の公式サイトで鑑賞者へのメッセージ寄せていた。
次作『劇場版 HUNTER×HUNTER -The LAST MISSION-』でも、本書配布数100万の半分であり、初日後1週間の動員55万人を割る50万人に、書家武田双雲が書いた「ハンター十ヶ条」が書かれた手ぬぐいを配布するイベントとして類似の企画がされた。なお、この「ハンター十ヶ条」の条文自体は、既に原作No.331「X日（デー）」に全文が掲載されている。
潘めぐみと伊瀬茉莉也以外による感想として、パイロ役の川島海荷は「劇場版でのシーンが本書にも描かれている。パイロがたくさん出てきて嬉しい」と述べている。

## 小説版
- 『劇場版 HUNTER×HUNTER 緋色の幻影』 田中創、集英社、2013年1月15日発売、ISBN 978-4-08-703287-1

JUMP j-BOOKSレーベルより発売。始まりがキルアの夢の中でのできごとから、クラピカによるパイロと約束を交わした際のエピソード（12-15頁）、キルアがイルミの人形との戦いで撤退し、線路を歩く中を迫ってきた列車に逃げないでいるところを担ぎ出されるシーンが、酒瓶を持った男に絡まれ、殺そうとするところをゴンが制止し、酒瓶を持った男が逃げ出してしまう形に変更（141-142頁）、最後に飛行船に乗り込み、5人が見上げるラストが、飛行船に乗り込む直前にクラピカがパイロとの約束を思い出し、再びあの時と同じ返事をする時点で終了する（239-240頁）等の違いがある。

## 視聴を公言している著名人
- 潘恵子 - テレビアニメでミト役として出演。メディアでも取り上げられた[71]。ゴン役であり娘である潘めぐみがTwitterで詳細をつぶやいている[121]
- 中川翔子[122] - 「BARFOUT!」の原作コミックの魅力特集記事にも筆をよせている[62]
- 山本美月[56] - 次作『劇場版 HUNTER×HUNTER -The LAST MISSION-』にも煉獄役で出演。川島海荷に同じく好きな登場人物はクラピカと答えている[123][124][125][80]
- 前島亜美[126] - 次作『劇場版 HUNTER×HUNTER -The LAST MISSION-』にもゲスト声優として少しだけ出演している[127]

## 炎上騒動
劇場公開開始後、TwitterでプロデューサーKが映画情報サイト「Yahoo!映画」での本作レビューを嘲笑するつぶやきをツイートした（現在このつぶやきは削除されている）。配信後は、そのつぶやきもあわせてのレビューが投稿され、「燃料投下」と評したレビューも投稿された。つぶやきをツイートしたプロデューサーKは、それぞれに意見がある、この作品には善悪で語れないものがある、お互いに盛り上げていきましょう、とする旨のつぶやきをツイートした。
プロデューサーKがツイートしたつぶやきは、レビューの中でコピーペーストされ、元のつぶやきが削除された現在もレビュー内に確認できる。

## 関連商品
映画公開にさきがけ、セブン-イレブン各店舗にて映画ポスター掲示、映画公開の記念キャンペーンを展開、16種類構成の緋色の追憶編一番くじ、店内の特定商品350円分購入ごとにレシートに記載されたシリアルナンバーを送信するとポスターに描かれたイラストがプリントされたnanacoカード他、コラボグッズが当たる抽選イベント、ロッテよりセブン-イレブンのみ、期間限定の全20種類シール入りのウェハース菓子「劇場版 HUNTER×HUNTER 緋色の幻影 ドッキリテクスチャー ウエハースチョコ」（JANコード:4903333177561）、森永製菓よりキルアの好きなチョコロボ君を模したチョコレート菓子「チョコロボ君 チーズケーキ味」、株式会社たらみよりフタにポスターのイラスト、またこの容器自体をフタとする側面に幻影旅団（ヒソカの背面にはオモカゲ）のイラストが描かれたマグカップつきの「劇場版 HUNTER×HUNTER 緋色の幻影 赤ぶどうゼリー」（JANコード：4955129014741）が販売された。CMも放映され、ゴン役の髪のセットに2時間もかかったとプロデューサーKはツイートしている。1番くじ、チョコロボ君は日テレ系通販番組『女神のマルシェ』2013年1月11日回の放送でも紹介された。
通販サイト「au Brand Garden」より本作仕様のスマートフォンカバー3種類がauのiPhone/Android端末毎に用意され発売された。対応のiPhone端末はiPhone 4S、iPhone 5、iPhone 5s、iPhone 5c、Android端末はFJL22、HTL21、HTL22、INFOBAR、IS11LG、IS11S、ISW11F、ISW11K、LGL22、SCL21、SHL21、SHL22、SOL22、URBANOである。
2012年12月7日、東京都交通局とのタイアップ企画として、都営バス車内、都営地下鉄各駅、その他施設から用紙を入手し、都営バス業10系統を用いて4施設に用意された4つのキーワードを集めて用紙付属のはがきに4つのキーワードを書いて送ると、抽選で映画に関連したグッズが当たるタイアップ企画がされた。次作『HUNTER×HUNTER -The LAST MISSION-』でも近鉄と組み、大阪阿部野橋駅、河堀口駅、藤井寺駅、古市駅、河内長野駅、橿原神宮前駅、大和八木駅、近鉄奈良駅、生駒駅、鶴橋駅全10駅のいずれか2駅を選びスタンプを押して「あべのアポロシネマ」に持っていくと特典がもらえる類似のタイアップ企画が行われた。
2012年12月25日、Mobageにて「HUNTER×HUNTER バトルコレクション」サービスが開始、App Store、auスマートパス、Google Playにてスマートフォンアプリ2種が公式アプリとして公開された。Mobageでは2012年12月25日0時 - 2013年1月31日23時59分の間、「HUNTER×HUNTER バトルコレクション」の利用者全員の中から希望者に、ポスターに描かれたゴンとクラピカ、キルアとレオリオの組み合わせの二種類の背景アバターの配布がされた。
初の映画公開を記念して配信された公式アプリ「HUNTER×HUNTER」（auスマートパス版/Google Play版）には、アラーム鳴動時やフィルター展開時の背景画像に本作の宣伝用のカットの一つでもあるクラピカの右目が緋色に光っている画像が用いられた。この画像はアニメ本編のキメラ＝アント編の開始とともにアニメ公式サイトの背景画像や DVD/Blu-ray 第1巻目のジャケットイラストに変わり、アニメ本編でも本アプリの宣伝がされた。

### DVD・Blu-ray
- 『劇場版 HUNTER×HUNTER 緋色の幻影』2013年7月24日発売、バップ、VPBV-13786（DVD）、VPXV-71269（Blu-ray）
  - オーディオコメンタリーにスペシャルゲストとして登場した天野ひろゆきは『劇場版 HUNTER×HUNTER -The LAST MISSION-』で修羅役に決定した[155][156]。また天野は2013年12月19日に本作に同じくバルト9で行われた試写会で、好きな登場人物はクラピカと述べている[157]。

### CD
- 『劇場版 HUNTER×HUNTER 緋色の幻影 ORIGINAL SOUNDTRACK』、バップ、2013年1月9日発売
- 『REASON』、トイズファクトリー、2013年1月9日発売 - 完全限定生産の「HUNTER×HUNTER Ver.」、通常生産の「ゆず Ver.」がある

### 書籍
- 『BARFOUT! 』208、ブラウンズブックス編、幻冬舎、2012年12月19日、ISBN 978-4344951488